# Jacques Dixmier
Jacques Dixmier (* 1924 Saint-Étienne, Francie) je francouzský matematik. Zabývá se především operátorovou algebrou, je autorem několika významných knih v tomto oboru. Přišel také s konceptem tzv. Dixmierovy stopy. Náleží do skupiny Nicolas Bourbaki a mezi jeho studenty patřil mimo jiné i Alain Connes.

## Odborné publikace
- Les algèbres d'opérateurs dans l'espace hilbertien: algèbres de von Neumann, Gauthier-Villars, 1957 (ISBN 2-87647-012-8) (francouzsky)
- Les C*-algèbres et leurs représentations, Gauthier-Villars, 1969 (ISBN 2-87647-013-6) (francouzsky)
- Algèbres enveloppantes, Gauthier-Villars, 1974 (ISBN 2-87647-014-4) (francouzsky)